# Интерконтинентални куп 1977. (фудбал)
Интерконтинентални куп 1977. је била фудбалска утакмица асоцијације која је одржана у два меча, у марту и августу 1978. године. Сусрет је био између аргентинског фудблског клуба Боке Јуниорс, победника Копа либертадорес 1977, и  немачке Борусије Менхенгладбах, другопласираног тима на Европском купу шампиона 1976–77. Разлог играња другопласираног тима је било то што је свајач Европског купа Ливерпул је одбио да учествује.

## Квалификоване екипе
| Конфедерација | Тим                    | Квалификација                                | Учешће |
| ------------- | ---------------------- | -------------------------------------------- | ------ |
| Конмебол      | Бока јуниорс           | Копа либертадорес 1977. шампион              | 1ª     |
| УЕФА          | Борусија Менхенгладбах | Куп европских шампиона 1976/77. вицешампион* | 1ª     |

*OBS: Године 1977. Ливерпул, освајач клупског купа европских шампиона 1976/77, се повукао са интерконтиненталног турнира и заменила га је другошампионска Борусија Менхенгладбах.

## Стадиони
| Буенос Ајрес                | Карлсруе                    |
| --------------------------- | --------------------------- |
| Ла Бомбонера                | Вилдпаркстадион             |
| Капацитет: 54 000 гледалаца | Капацитет: 34 302 гледалаца |
| borde                       | borde                       |

## Позадина утакмице
Пошто је Ливерпул одбио да учествује, Борусија Менхенгладбах је била тим који је одређен да игра серију. Због проблема са распоредом, Куп се није играо све до 1978. године, а реванш је одржан више од четири месеца након прве утакмице у Буенос Ајресу.
Пре те серије, Борусија је три пута узастопно освојила Бундеслигу (1974–77) са познатим играчима као што су Берти Вогтс и дански нападач Алан Симонсен, награђен Златном лоптом 1977.
У склопу припрема за серију, менаџер Боке Јуниорс, Хуан Карлос Лоренцо, послао је свог пријатеља у Борусијин тренинг камп (претварајући се да је локални новинар због познавања немачког језика) да гледа тим на делу. Изасланик је потом послао Лоренцу детаљан извештај о играчима Борусије, њиховим техничким карактеристикама и вештинама на терену.

## Утакмице

### Детаљи прве утакмице
Прва утакмица је одиграна на стадиону Ла Бомбонера, где је Бока Јуниорс искористила предност домаћег терена и повела голом Ернеста Мастранђела, али је Борусија постигла два гола за могућу победу од 2–1 све док Хорхе Риболци није постигао гол за 2–2 што би био коначни резултат утакмице.
| Бока јуниорс                  | 2–2      | Борусија Менхенгладбах |
| ----------------------------- | -------- | ---------------------- |
| Мастранђело 16’ · Риболзи 51’ | Извештај | Ханес 24’ · Бонхоф 29’ |

| Бока | Борусија |

|                     |    |                        |  |     |
|                     |    |                        |  |     |
| GK                  | 12 | Освалдо Сантос         |  |     |
| DF                  | 4  | Висенте Пернија        |  |     |
| DF                  | 2  | Франсиско Са           |  |     |
| DF                  | 6  | Роберто Моузо          |  |     |
| DF                  | 3  | Мигел Анхел Бордон     |  |     |
| MF                  | 8  | Хорхе Хосе Бенитез     |  | 46’ |
| MF                  | 5  | Рубен Суње (c)         |  |     |
| MF                  | 18 | Марио Занабрија        |  |     |
| FW                  | 7  | Ернесто Мастранђело    |  |     |
| FW                  | 21 | Данијел Северино Павон |  | 64’ |
| MF                  | 17 | Карлос Орасио Салинас  |  |     |
| Резервни играчи:    |    |                        |  |     |
| MF                  |    | Хорхе Риболси          |  | 46’ |
| FW                  |    | Карлос Алберто Алварез |  | 64’ |
| Менаџер:'           |    |                        |  |     |
| Хуан Карлос Лоренцо |    |                        |  |     |

|                  |    |                  |  |     |
|                  |    |                  |  |     |
| GK               | 1  | Волфганг Клеф    |  |     |
| DF               | 2  | Хорст Волерс (c) |  |     |
| DF               | 3  | Вилфрид Ханес    |  |     |
| DF               | 4  | Херберт Вимер    |  | 56’ |
| DF               | 5  | Берти Фогтс      |  |     |
| MF               | 6  | Винфрид Шафер    |  |     |
| MF               | 7  | Рајнер Бонхоф    |  |     |
| MF               | 8  | Кристијан Кулик  |  |     |
| FW               | 9  | Карл Дел'Хеј     |  |     |
| FW               | 10 | Карстен Нилсен   |  |     |
| FW               | 11 | Евалд Линен      |  |     |
| Резервни играчи: |    |                  |  |     |
| MF               |    | Дитмр Данер      |  | 56’ |
| Менаџер:'        |    |                  |  |     |
| Удо Латек        |    |                  |  |     |

### Детаљи друге утакмице
У октобру је Бока Јуниорс отпутовала у Немачку на реванш, а медији су били скептични у погледу победе. Како је Борусијин стадион био на реновирању, утакмица се играла на Вилдпаркстадиону, који је био изузетан по томе што је до тада био стадион са најбољим осветљењем широм Немачке. Тренер Хуан Карлос Лоренцо изненадио је све када је одлучио да Франсиска Са, искусног, али спорог играча (са 33 године) замени млађим и бржим Хосеом Луисом Тезаром. Такође је ставио три играча у напад (што је резултирало формацијом 4–3–3), што је у то време било ретко.
План који је осмислио Лоренцо био је прави циљ, тако да је Бока Јуниорс постигла три гола за 3-0 (Фелман, Мастрангело и Салинас) на крају првог полувремена. Ипак, током првих 15 минута меча Борусија је играла много боље од Боке Јуниорс, али немачка утакмица није успела да постигне гол упркос доминацији над ривалом. Један од кључних играча утакмице био је Дарио Фелман, који је такође постигао гол. Фелман, који је до тада био на позајмици у Валенсији, није присуствовао првој утакмици у Ла Бомбонери, али га је Алберто Армандо убедио да одигра реванш. Фелман је Ернесту Мастрангелу дао прецизан пас за постизање другог гола на мечу.
Менаџер Борусије Удо Латек је на крају меча изјавио да је „Бока Јуниорс била зрелији и интелигентнији тим од нас“.
| Борусија Менхенгладбах | 0–3      | Бока јуниорс                              |
| ---------------------- | -------- | ----------------------------------------- |
|                        | Извештај | Фелман 2’ · Мастранђело 33’ · Салинас 37’ |

| Борусија | Бока |

|                  |    |                   |  |     |
|                  |    |                   |  |     |
| GK               | 1  | Волфганг Клеф     |  |     |
| DF               | 2  | Норберт Рингелс   |  |     |
| DF               | 3  | Вилфрид Ханес     |  |     |
| DF               | 4  | Хорст Волерс (c)  |  | 46’ |
| DF               | 5  | Берти Фогтс       |  |     |
| MF               | 6  | Карстен Нилсен    |  |     |
| MF               | 7  | Ханс Гинтер Брунс |  |     |
| MF               | 8  | Кристијан Кулик   |  |     |
| FW               | 9  | Алан Симонсен     |  |     |
| FW               | 10 | Хелмут Лаусен     |  | 72’ |
| FW               | 11 | Руди Горес        |  |     |
| Резервни играчи: |    |                   |  |     |
| MF               |    | Винфрид Шафер     |  | 46’ |
| MF               |    | Евалд Линен       |  | 72’ |
| Менаџер:'        |    |                   |  |     |
| Удо Латек        |    |                   |  |     |

|                     |    |                       |  |     |
|                     |    |                       |  |     |
| GK                  | 1  | Уго Гати              |  |     |
| DF                  | 4  | Висенте Пернија       |  |     |
| DF                  |    | Хосе Луис Тесаре      |  |     |
| DF                  | 3  | Мигел Анхел Бордон    |  |     |
| DF                  |    | Хосе Мариа Суарез     |  |     |
| MF                  | 17 | Карлос Орасио Салинас |  |     |
| MF                  | 5  | Рубен Суње (c)        |  |     |
| MF                  | 18 | Марио Занабрија       |  |     |
| FW                  | 7  | Ернесто Мастранђело   |  |     |
| FW                  | 9  | Хосе Луис Салдањо     |  | 46’ |
| FW                  | 11 | Дарио Фелман          |  |     |
| Резервни играчи:    |    |                       |  |     |
| FW                  |    | Карлос Вељо           |  | 46’ |
| Менаџер:            |    |                       |  |     |
| Хуан Карлос Лоренцо |    |                       |  |     |